# شمس الدين زينون
شمس الدين زينون ممثل مغربي، شارك في الكثير من الأعمال منها فيلم رحلة إلى مكة، على خطى ابن بطوطة. وهو ابن المخرج المغربي لحسن زينون. توفي شمس الدين بعد انجاز هذا الفيلم بأسبوعين إثر جادث سير.

## وصلات خارجية
- شمس الدين زينون على موقع قاعدة بيانات الأفلام العربية